# Mosese Tikoitoga
Le général de brigade Mosese Tikoitoga est un militaire puis diplomate fidjien né le 20 septembre 1961 et mort le 29 décembre 2023 à Port Moresby (Papouasie-Nouvelle-Guinée).

## Biographie
Mosese Tikoitoga est un Fidjien autochtone né le 20 septembre 1961 et originaire du village de Muani sur l'île de Kadavu.
Militaire de carrière, il est engagé volontaire aux Forces militaires royales de Fidji (RFMF) en 1981, comme simple soldat. Il est déployé deux fois avec la Force multinationale d'observateurs au Sinaï et une fois avec la Force intérimaire des Nations unies au Liban avant d'entreprendre en 1988 une formation d'officier.
À partir de 1989, il est commandant de peloton dans le troisième bataillon du Régiment d'infanterie des Fidji (en). Un temps rattaché à la Force de défense australienne comme instructeur au Collège militaire royal de Duntroon à la fin des années 1990 et au début des années 2000, il obtient par ailleurs un diplôme de Master de gestion de la défense de l'université de Canberra, et un diplôme de Master d'études stratégiques de l'université de Madras.
En 2011, il devient président de la Fédération fidjienne de rugby à XV. Pour la Coupe du monde de rugby à XV 2011, il est confronté au fait que le pays hôte, la Nouvelle-Zélande, refuse l'entrée sur son territoire des joueurs fidjiens qui sont soldats ou dont un membre de la famille est soldat, dans le cadre des sanctions néo-zélandaises contre le régime militaire fidjien. Mosese Tikoitoga proteste sans succès, qualifiant cette politique de visas d'ingérence politique dans le processus de sélection des joueurs,, et le joueur Leone Nakarawa est contraint de démissionner de l'armée pour pouvoir être sélectionné dans l'équipe nationale fidjienne de rugby à XV.
Mosese Tikoitoga gravit les échelons dans l'armée de terre fidjienne jusqu'à en devenir le commandant, puis est nommé commandant des forces armées le 5 mars 2014, succédant au commodore Frank Bainimarama qui a démissionné pour entrer en politique avec la restauration de la démocratie parlementaire ; en novembre, il est décoré officier de l'ordre des Fidji (en). Il démissionne à son tour le 1er août 2015 pour entreprendre une carrière diplomatique.
En janvier 2016, il est nommé ambassadeur résident des Fidji en Éthiopie. Après la fermeture de l'ambassade fidjienne à Addis Ababa pour des raisons financières en 2019, il est nommé haut commissaire (ambassadeur) des Fidji en Papouasie-Nouvelle-Guinée, jusqu'à la fermeture du haut-commissariat fidjien à Port-Moresby pour la même raison en novembre 2020. Il retrouve ce poste en mai 2023 avec la réouverture de ce haut-commissariat, et meurt dans l'exercice de ses fonctions le 29 décembre 2023, « après une courte maladie »,,,.